# ادگارد لیما
ادگارد لیما (انگلیسی: Edgard Lima؛ زادهٔ ۱۰ ژوئن ۱۹۸۰) بازیکن فوتبال اهل برزیل است.
از باشگاه‌هایی که در آن بازی کرده‌است می‌توان به باشگاه فوتبال الکرامه اشاره کرد.